# Тереельвен
Тереельвен  (швед. Töreälven, також Töre älv) — річка на півночі Швеції, у лені Норрботтен. Довжина річки становить 40 км, площа басейну  — 448,6 км².   Середня річна витрата води — 4,37 м³/с. 
Більшу частину басейну річки — 72,67 % — займають ліси. Болота займають 22,34 % площі басейну, водна поверхня озер та річок — 3,35 %. Території сільськогосподарського призначення займають 1,2 % площі басейну. 